# ザアカイ

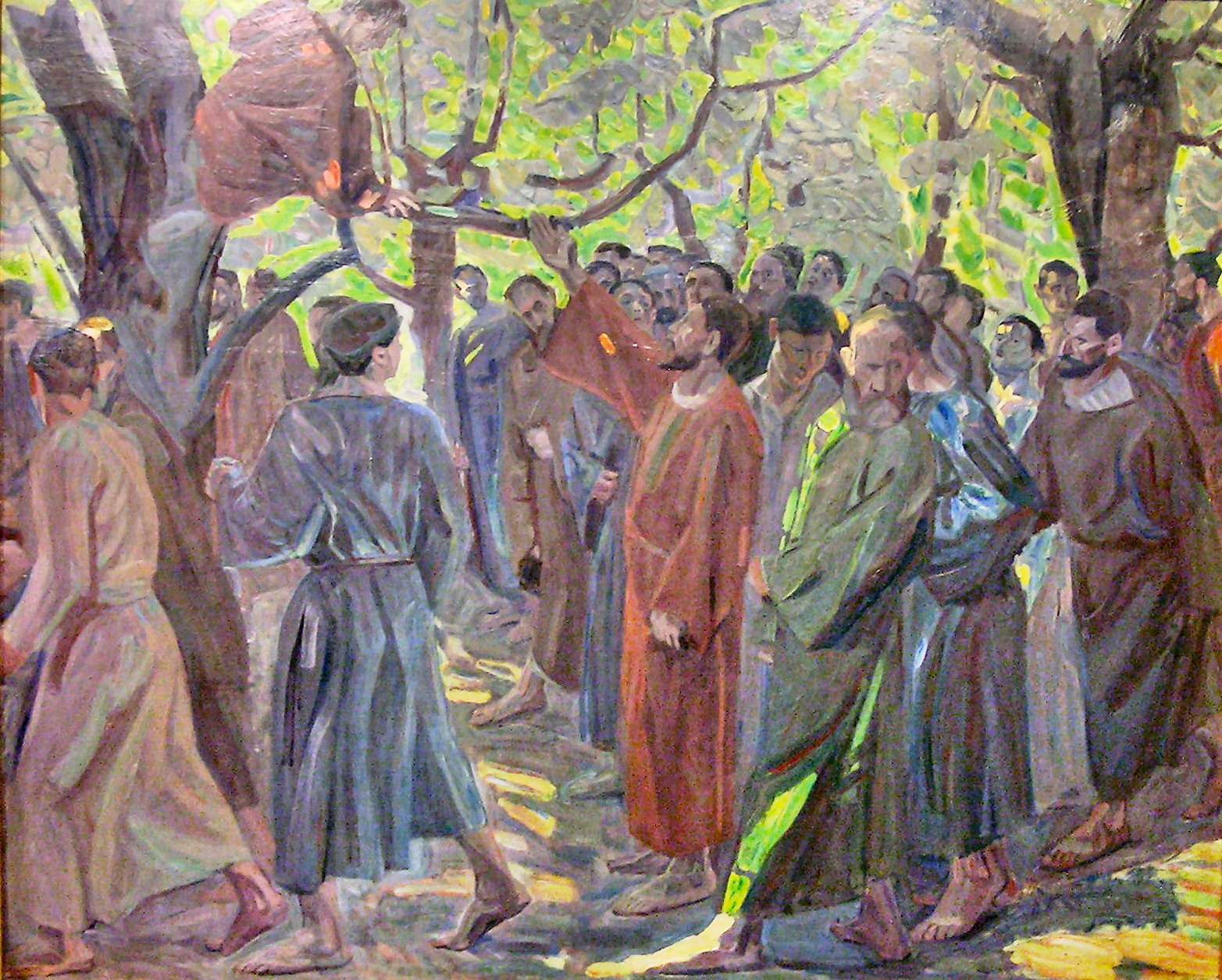
ニルス・ラーセン・スティーブンスの絵によるザアカイ

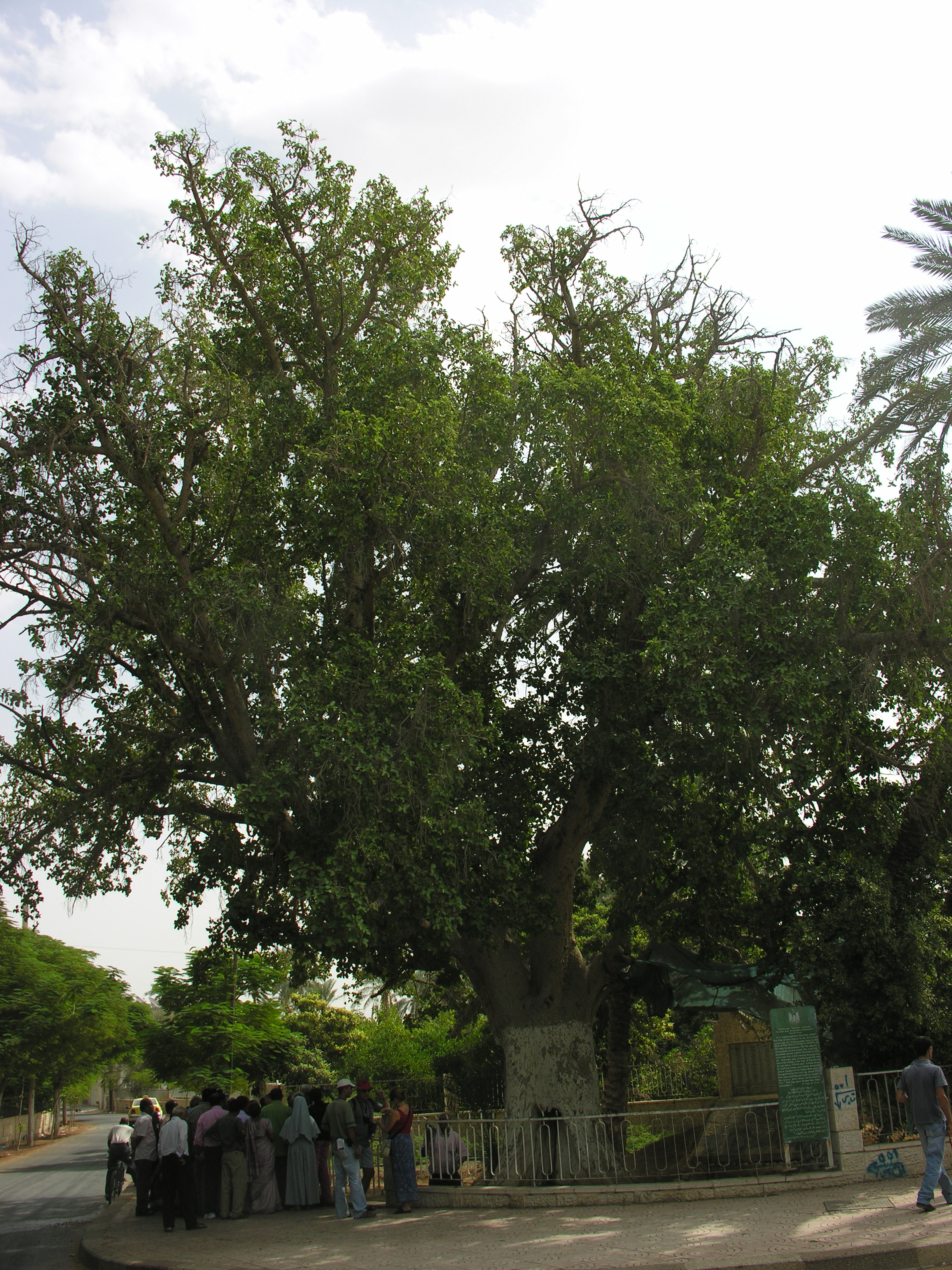
ジェリコに残るザアカイのイチジクの木

ザアカイ(英語:Zacchaeus)は新約聖書のルカの福音書19章に登場する人物で、収税人である。名前の由来は、「義人」「きよい人」を表す、ヘブル語のゼカリヤの短縮形である。日本正教会訳聖書ではザクヘイと表記される。
今日のイスラエル共和国のエリコの取税人の頭で、強欲な取締りから人々から「罪深い男」と言われた金持ちであったが、イエス・キリストに出会い、財産の半分を貧しい人々に施し、だれかから何か騙し取っていたらそれを四倍にして返すとキリストに約束し、弟子になった。
正教会ではイエス・キリストの復活後に使徒パウロ（パウェル）に協力して伝道し、カイサリア（ケサリア）の主教となり平安に永眠したと伝えられ、聖人として記憶されている。